# فینال جام در جام اروپا ۱۹۸۰
فینال جام در جام اروپا ۱۹۸۰، رقابت پایانی جام در جام اروپا در سال ۱۹۸۰ میلادی است که مابین دو تیم باشگاه فوتبال والنسیا و باشگاه فوتبال آرسنال برگزار شده‌است.
این مسابقه که در تاریخ ۱۴ مه ۱۹۸۰ انجام شده‌است با نتیجه ۰ بر ۰ در زمان معمول به پایان رسید. در ضربات پنالتی باشگاه فوتبال والنسیا با نتیجه ۵ بر ۴ به پیروزی رسید.